# Stefan Sofianski
Stefan Sofianski este un om politic bulgar, prim-ministru al Bulgariei în 1997. Membru al Parlamentului European în perioada ianuarie - mai 2007 din partea Bulgariei.